# NGC 1423
NGC 1423 is een balkspiraalstelsel in het sterrenbeeld Eridanus. Het hemelobject werd op 31 oktober 1886 ontdekt door de Amerikaanse astronoom Lewis A. Swift.

## Synoniemen
- PGC 13628
- MCG -1-10-25